# Melampsora lini
Melampsora lini var. lini (l'epítet lini significa del lli) és una espècie de fong basidiomicot de l'ordre dels puccinials (Pucciniales). És un patogen de les plantes, el seu principal hoste és l'espècie de lli silvestre (Linum marginale).
Aquest fong també es fa servir en estudis de recerca científica, especialment en l'estudi de la resistència de les plantes davant els seus fitopatògens. En l'enquesta feta el 2012 a 495 científics de tot el món, es considera que ocupa el desè lloc entre els fongs fitopatògens més importants del món.